# I've Been Losing You
I've Been Losing You è un singolo del gruppo musicale norvegese a-ha, pubblicato nel 1986 ed estratto dall'album Scoundrel Days.
Il brano è stato scritto da Pål Waaktaar, che è anche il coproduttore assieme a Magne Furuholmen.

## Tracce
- 7"

1. I've Been Losing You (Single Version) - 4:25
2. This Alone Is Love - 4:33